# Leucophenga saigusai
Leucophenga saigusai är en tvåvingeart som beskrevs av Toyohi Okada 1968. Leucophenga saigusai ingår i släktet Leucophenga och familjen daggflugor. Inga underarter finns listade i Catalogue of Life.